# Steep
Ne doit pas être confondu avec STEP ou Steep (Royaume-Uni).
 (7 août 2025).
Steep est un jeu vidéo de sports extrêmes développé par Ubisoft Annecy et édité par Ubisoft, sorti le 2 décembre 2016 sur Microsoft Windows, PlayStation 4 et Xbox One.
Développé à partir de 2013, il constitue leur premier jeu original. L’action se déroule dans les Alpes, où les joueurs peuvent pratiquer plusieurs disciplines de sports d’hiver et de sports extrêmes, comme le ski, le snowboard, le parapente et le vol en wingsuit. Grâce à des contenus téléchargeables, des massifs montagneux d’Alaska, du Japon et de Corée sont également jouable, et de nouveaux sports tels que le vol en wingsuit propulsé, la luge, le base-jump et le speed riding sont ajoutés. De plus, deux extensions permettent aux joueurs de participer aux Winter X Games et aux Jeux olympiques d’hiver de 2018. Le jeu met fortement l’accent sur le multijoueur en ligne, en se concentrant sur la compétition dans différents défis sportifs d’hiver avec d’autres joueurs.
À sa sortie, le jeu reçoit des critiques mitigées. Si les critiques saluent la qualité graphique, l’immensité de l’open world et les activités proposées, elles soulignent également le manque de direction et l’étendue générale limitée du jeu, ainsi que l’obligation d’être connecté à Internet pour accéder à la plupart de ses fonctionnalités.

## Système de jeu
Steep propose plusieurs systèmes de jeu dans un monde ouvert[réf. nécessaire] essentiellement situé dans les massifs des Alpes, autour du mont Blanc que le joueur est libre de parcourir à tout moment. L'exploration des zones de la carte permet de repérer les départs d'épreuves, drop zones et lieux remarquables[réf. nécessaire].
Le jeu est basé sur est un jeu de sport extrême multijoueur en ligne se déroulant dans un monde ouvert où une connexion internet permanente est requise[réf. nécessaire]. Du contenu téléchargeable ajoute ensuite la chaîne de l’Alaska, centrée sur le Denali (anciennement mont McKinley), point culminant de l’Amérique du Nord, ainsi que des massifs au Japon et en Corée[réf. nécessaire]. Cette dernière inclut les sites des Jeux olympiques d’hiver de 2018 à Pyeongchang. Le jeu peut être pratiqué en vue subjective ou à la troisième personne. Il propose aussi des angles de caméra inspirés des dispositifs GoPro, intégrés dans le cadre d’un partenariat commercial. Les quatre disciplines initiales sont le ski, le wingsuit, le snowboard et le parapente. Des contenus additionnels introduisent par la suite le wingsuit propulsé, la luge, le base jump et le speed riding[réf. nécessaire]. Le joueur peut passer d’une discipline à l’autre via une roue de sélection.
Le titre repose sur une dimension en ligne : tous les participants partagent le même environnement et pratiquent différentes activités simultanément. Les collisions entre avatars sont possibles, sauf si elles sont désactivées. Pour se déplacer rapidement, le joueur utilise le mode mountain view, qui affiche les « points de largage » (drop zones) à débloquer servant de lieux de voyage rapide[réf. nécessaire]. Le monde contient également des courses, défis et zones cachées, accessibles par l’exploration. Des jumelles permettent de découvrir de nouveaux lieux. 
Le carte du jeu initial se sépare en sept régions : les Aravis, la Suisse, le Tyrol, Aoste, le Mont-Blanc, les Aiguilles et les Montagnes maudites[réf. nécessaire]. Ces régions ont aussi leur propre météo :  la Suisse et les Aravis sont habituellement présentes sous un soleil radieux, le Tyrol le soir quand le soleil se couche, les Aiguilles dans un soleil aveuglant et légèrement couchant tandis que le Mont-Blanc apparaît dans un soleil matinal, les Montagnes maudites sont souvent noyées dans les nuages dans des conditions de « jour blanc », alors qu’Aoste est souvent balayée par les vents avec aucun rayon de soleil à l’horizon. Chaque région dispose aussi de sa spécificité [réf. nécessaire]: la Suisse, le Tyrol et les Aiguilles sont plus dédiées aux missions exploratrices, les Aravis et le Mont-Blanc à celles ''Freestyle'' tandis que les Montagnes maudites et Aoste sont réservées aux missions ''Pro Rider'' et ''Rider Extreme''. Grâce à des mises à jours ou des DLC[réf. nécessaire]. 
Le système de figures autorise des manœuvres spéciales, comme les rotations ou les prises de planche, en ski et en snowboard[réf. nécessaire]. Ces actions rapportent des points. Les courses les plus réussies sont récompensées par des médailles[réf. nécessaire]. En cas de chute, il est possible de recommencer immédiatement et de consulter la force G subie par l’avatar. Les déplacements sont automatiquement enregistrés et consultables dans le mode montagne[réf. nécessaire]. Les joueurs peuvent capturer des images, analyser leurs statistiques, revoir leurs descentes et partager leurs replays avec la communauté ou sur les réseaux sociaux. Un parcours peut être défini comme défi et envoyé à d’autres joueurs. Le jeu distingue six styles de pratique allant de la course à l’exploration[réf. nécessaire].
- Explorateur (en vert) qui consistent à découvrir des endroits cachés de la carte
- Bone Collector (en noir) qui consistent à encaisser le plus de dégâts sans être KO
- Pro Rider (bleu clair) qui consistent à maîtriser au mieux la descente des pentes difficiles
- Freestyle (en jaune) qui consistent à effectuer différents tricks et sauts
- Rider Extreme (en orange) qui consistent à passer au plus près d’obstacles et frôler la mort
- Freerider (en bleu foncé) qui consistent à parcourir les pentes hors pistes sur des crêtes et différents reliefs

Ces missions s’appliquent à tous les sports : ski, snowboard, wingsuit et parapente[réf. nécessaire]. Elles sont essentielles pour débloquer des nouvelles étapes dans le jeu. En effet, les différentes montagnes se débloquent à partir d’un certain niveau de compétences acquis par la réalisation des objectifs de missions (parcourir un tracé en un temps donné, obtenir un score en réalisant des figures risquées...).
La progression suit une trame non linéaire où les personnages visent à devenir une légende des sports d’hiver et du sport extrême[réf. nécessaire]. Le rang d’« Ultimate Legend » s’obtient en atteignant le statut légendaire dans les six disciplines. Les extensions permettent aussi de participer aux Winter X Games et à l’événement Winterfest[réf. nécessaire], où le joueur affronte des adversaires costumés pour obtenir le titre de « Roi de l’hiver »[réf. nécessaire]. L’extension Road to the Olympics ajoute une campagne scénarisée, centrée sur un athlète en devenir qui cherche à se qualifier pour les Jeux olympiques de 2018 et à remporter l’or dans les trois disciplines de freestyle : big air, slopestyle et halfpipe. Elle comporte toutes les épreuves de glisse olympiques sur le côté gauche de la Mer de Corée alors que le côté droit est destiné à l’exploration du Japon[réf. nécessaire].

### Sports représentés
Au lancement du jeu, Steep propose quatre disciplines de sports d’hiver et extrêmes : ski, snowboard, parapente et wingsuit,,. Le snowboard met l’accent sur la réalisation de figures, tandis que le ski privilégie la vitesse. Le parapente propose une expérience d’exploration aérienne paisible, alors que le wingsuit offre des sensations fortes grâce à des vols rapides et proches du sol. Ces quatre sports sont intégrés au gameplay de manière équilibrée,, et les joueurs peuvent aisément passer de l’un à l’autre grâce à une interface de sélection fluide même s'il le joueur a besoin de s'arrêter pour changer de sport. Le snowboard constitue le sport le plus pratiqué au début, suivi d’une montée en popularité du ski. Le wingsuit confère une dimension inattendue et captivante, et le parapente attire un public plus restreint mais fidèle.

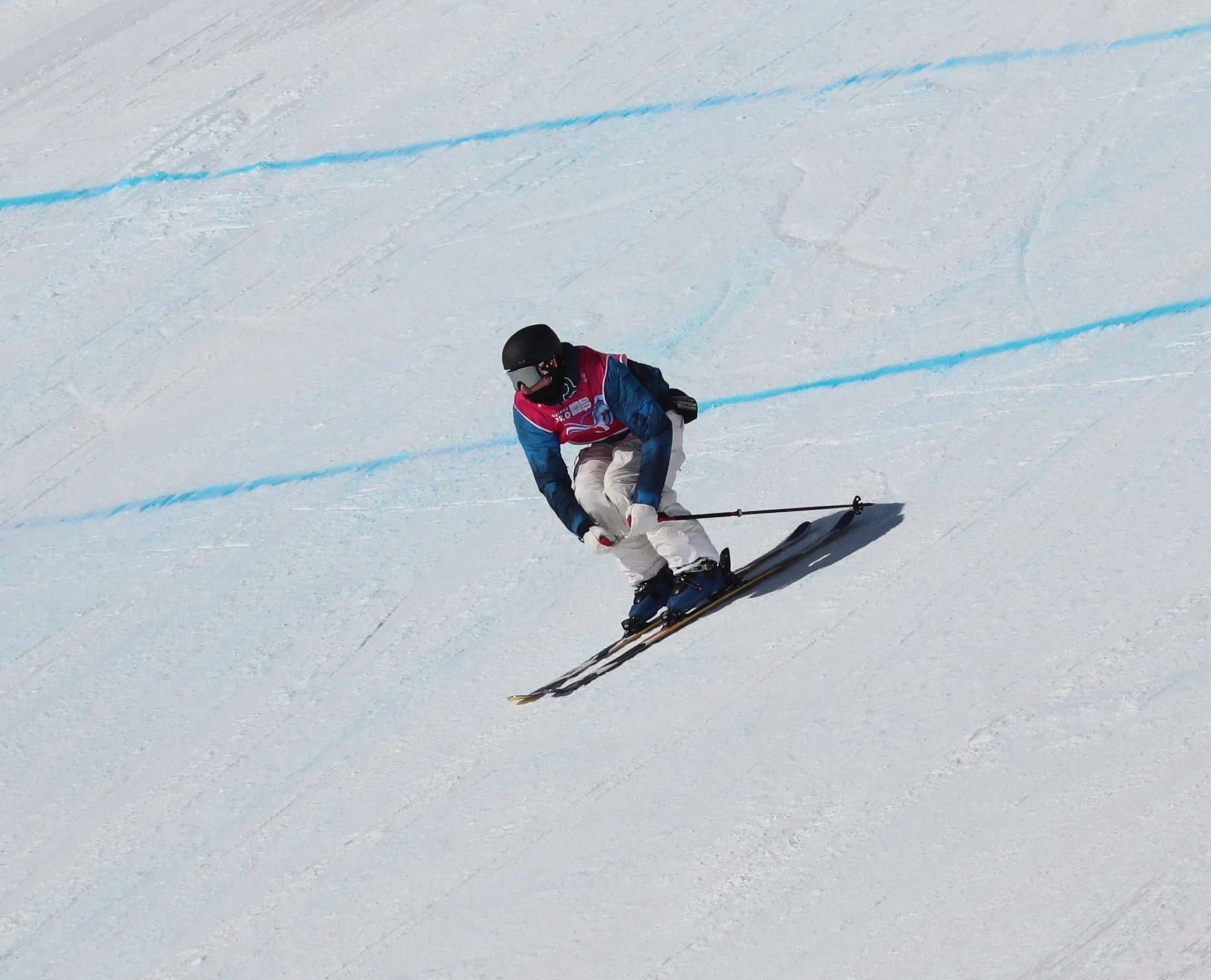
Ski
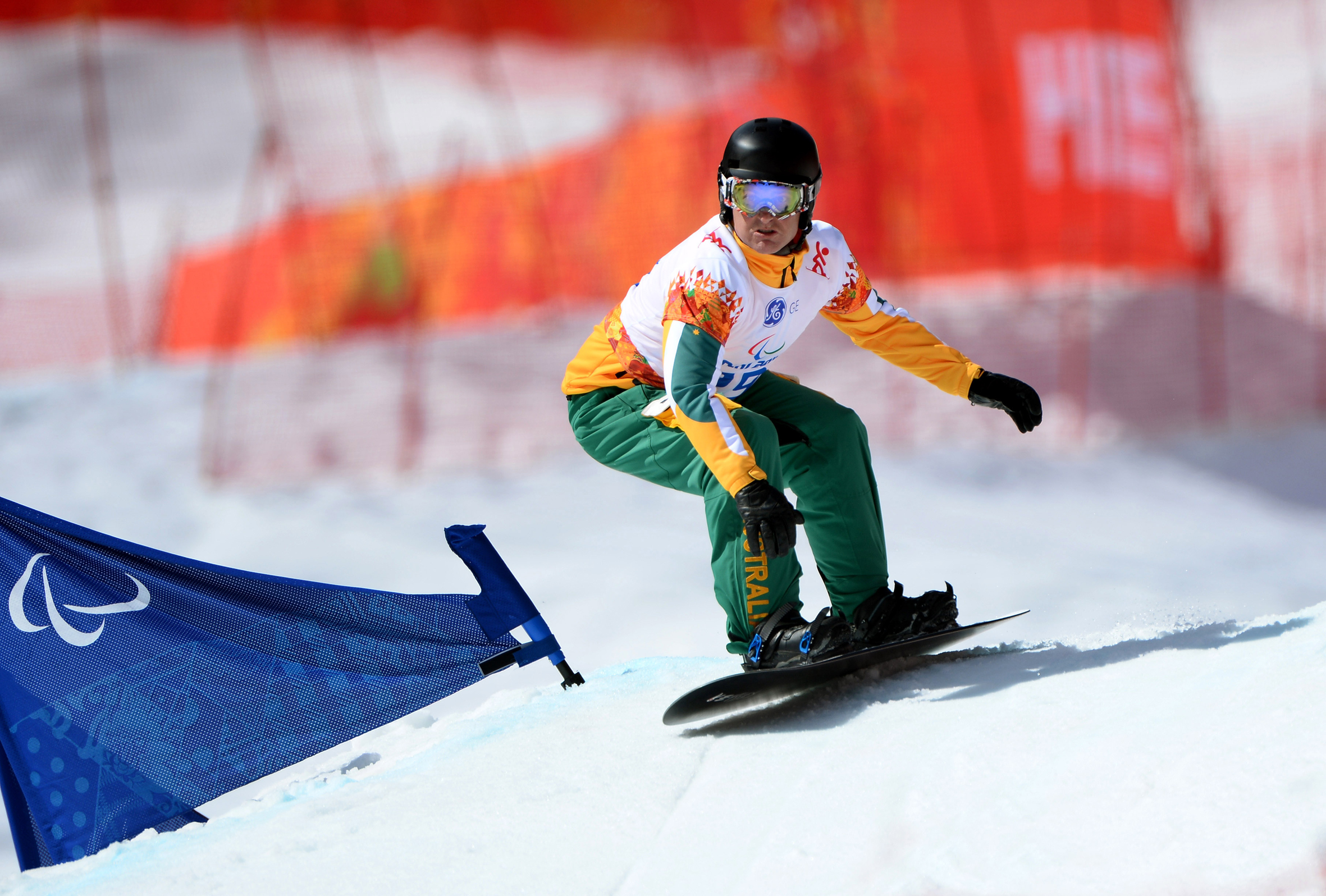
Snowboard
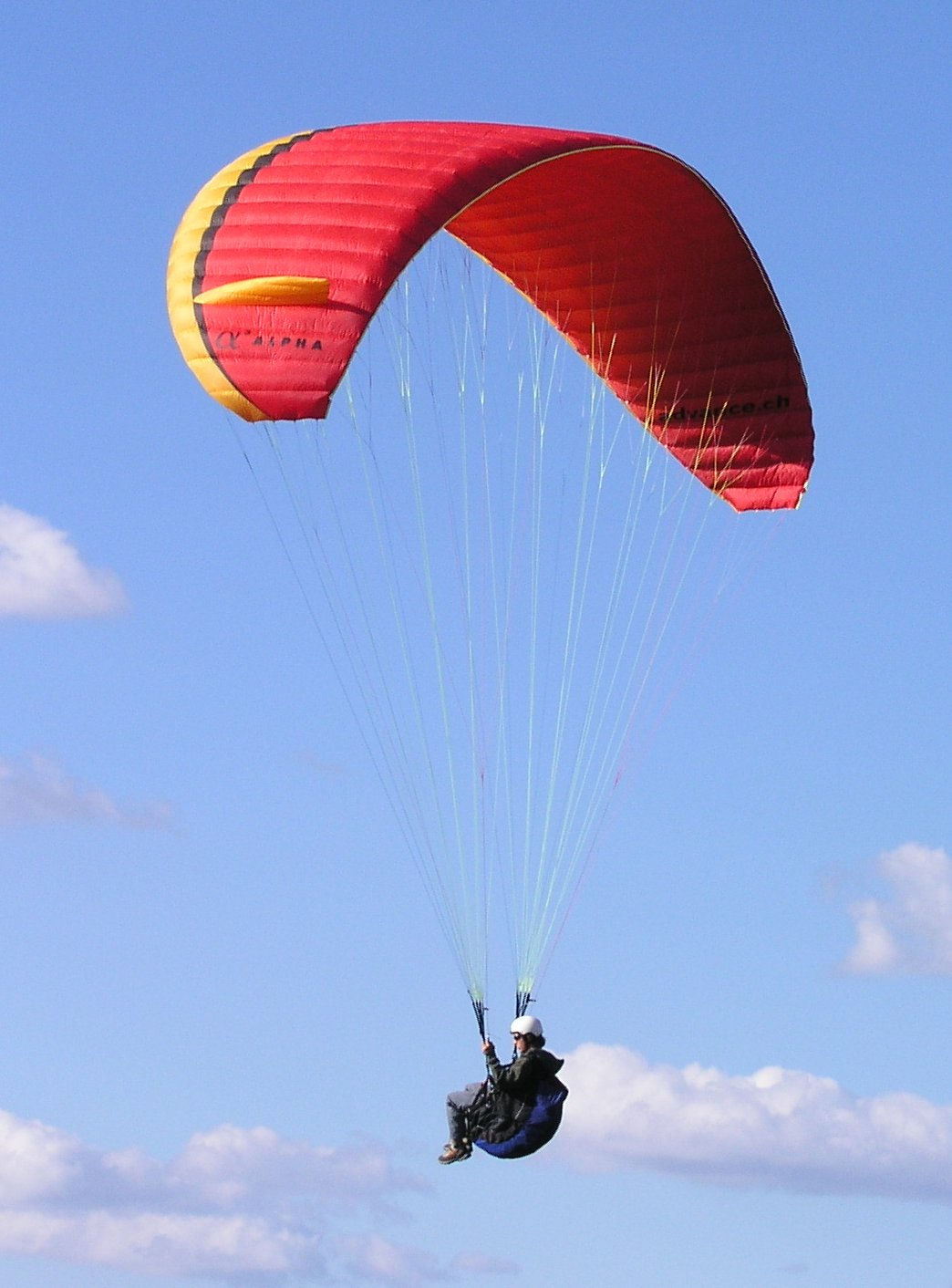
Parapente
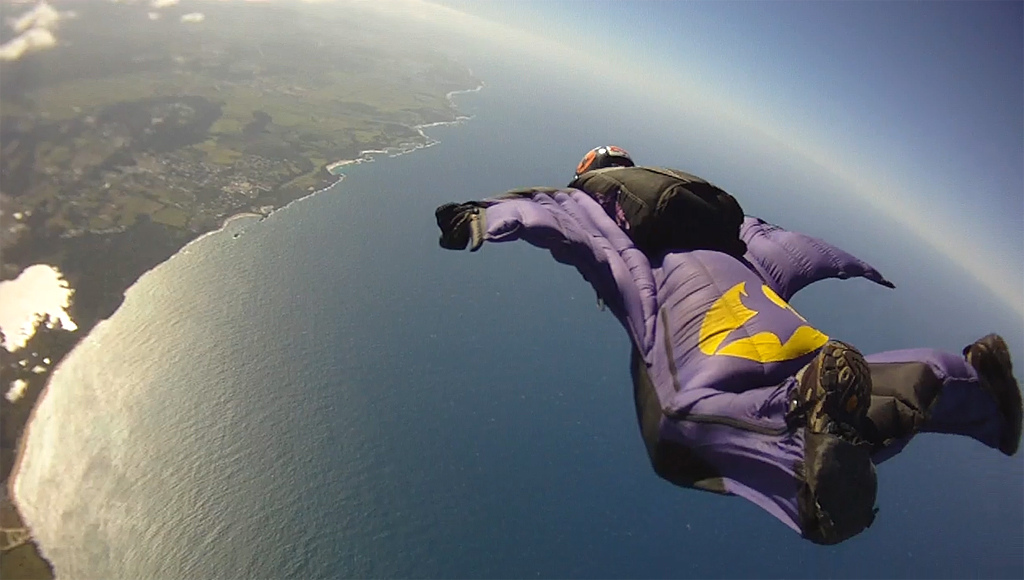
Wingsuit

Grâce à un DLC, quatre nouvelles disciplines rejoignent l’expérience de jeu : luge, vol en winsuit propulsé, base-jump et speed riding,. 

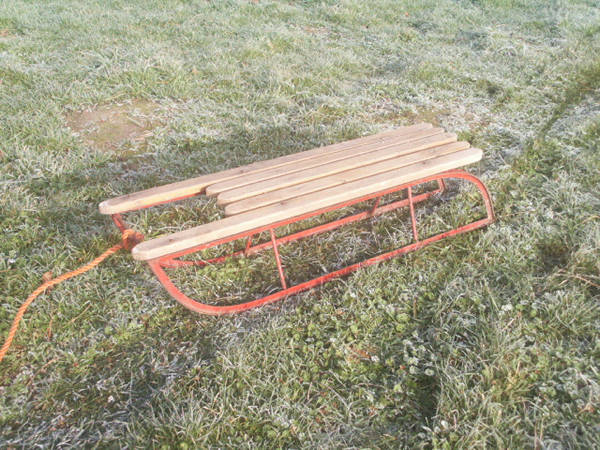
Luge
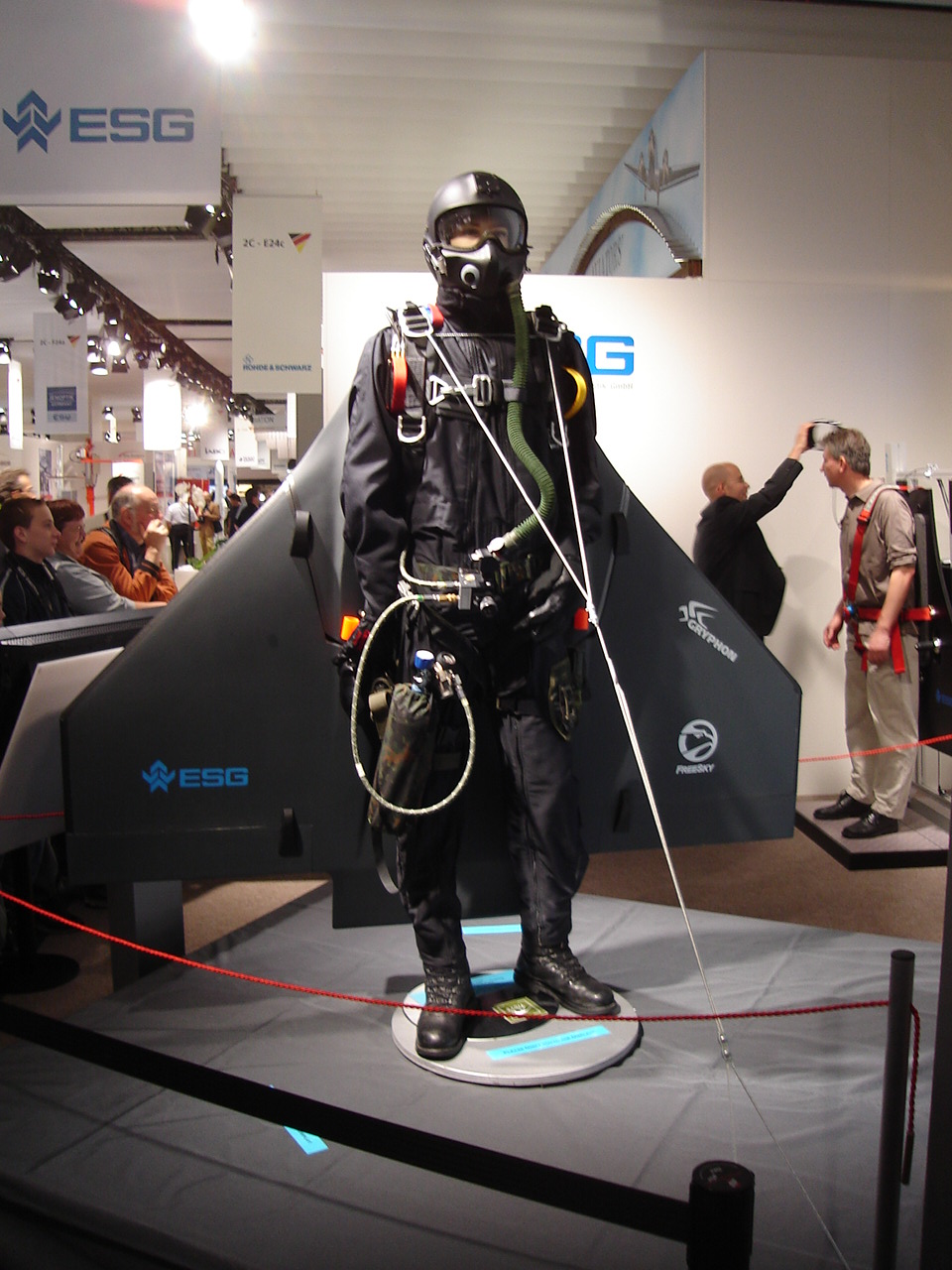
Wingsuit propulsé
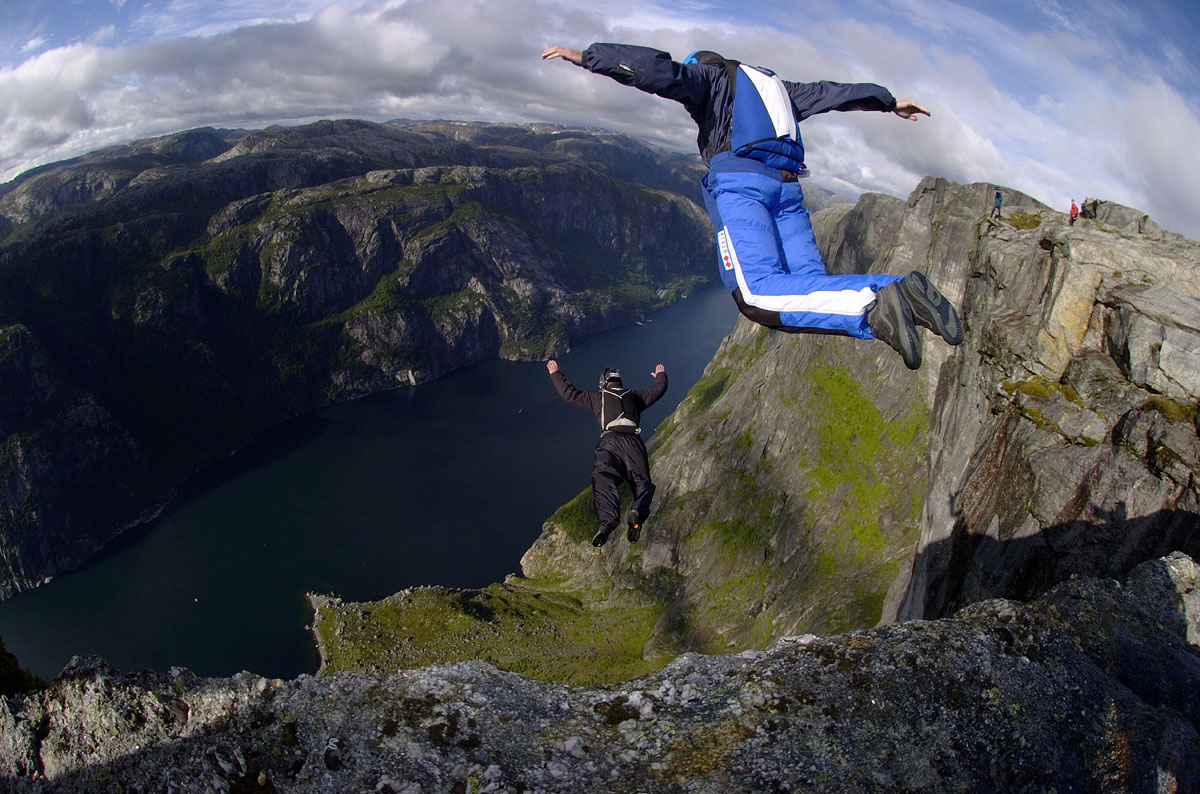
Base-jump
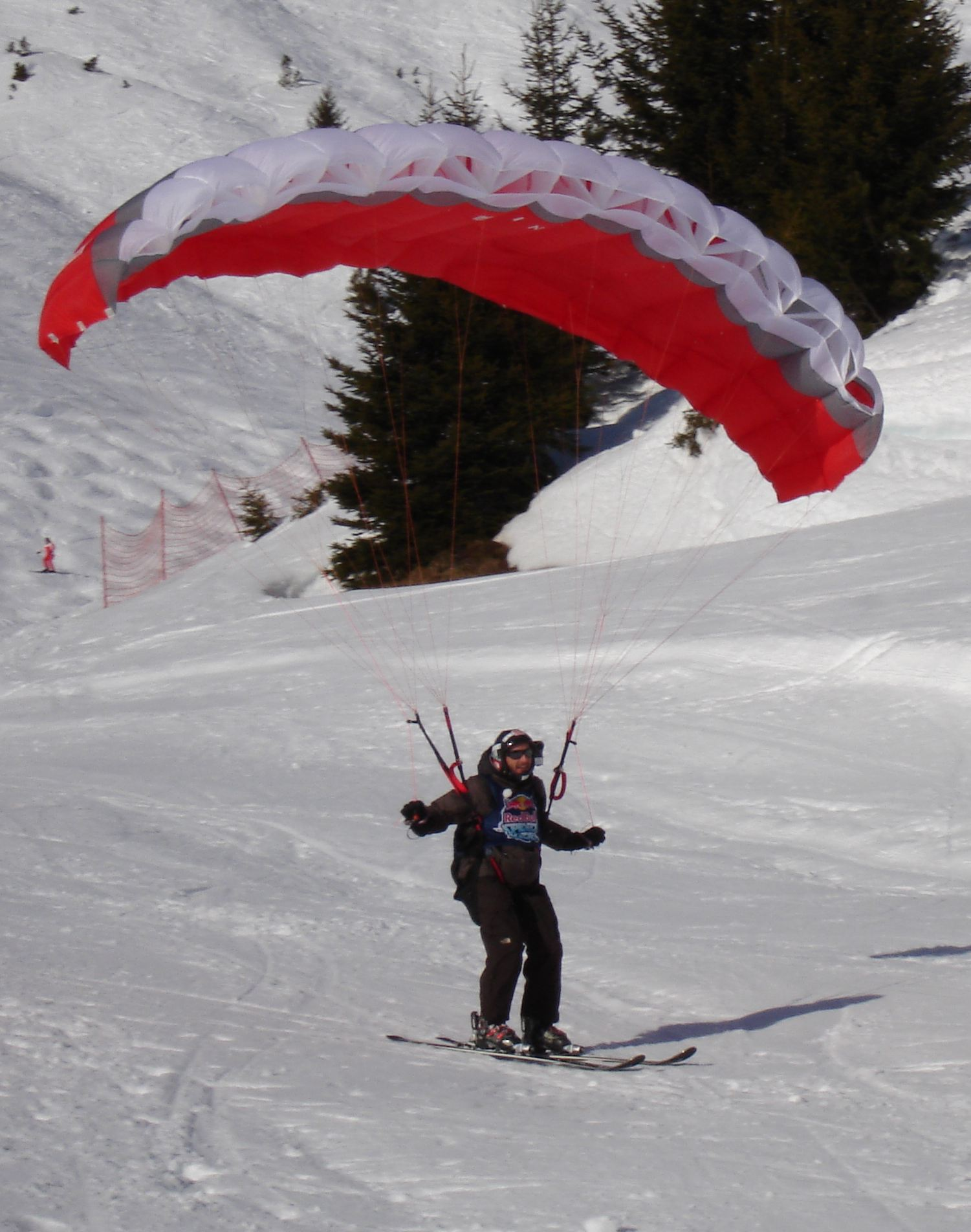
Speed riding

## Développement
Nécessitant 2 ans et demi de développement, Steep est un jeu développé par le Studio Ubisoft Annecy. Pour la première fois en 20 ans, le studio sort un jeu qu'il a créé, conçu et développé de toutes pièces. Pour ce faire, l'équipe s'est entourée de professionnels : équipementiers de renom (Salomon, Northface, Picture entre autres), du très présent sur le segment du sport extrême Red Bull, du spécialiste de la vidéo embarqué GoPro (avec qui les développeurs ont mis au point une vue "GoPro") et enfin de certains pro-riders tels que Kevin Rolland, Horacio Llorens, Sammy Luebke and Luke Aikins, qui ont participé à la fois sur le développement en apportant leurs conseils, mais aussi en prêtant leurs voix au trailer d'annonce.
L'équipe a également fait appel à l'équipe française de Freestyle pour réaliser la capture de mouvement des tricks contenus dans le jeu. Steep est un jeu dans lequel le son a une importance capitale. Permettant de mettre en place l'ambiance de la montagne, le studio d'Ubisoft Annecy s'est associé aux compositeurs Haut-Savoyards Zikali, qui ont composé la BO du jeu.
Steep est présenté le 13 juin 2016 lors de la conférence Ubisoft à l'E3 2016.
Le 14 juillet 2016, lors d'un tournage d'une vidéo pour le jeu, la skieuse suédoise Matilda Rapaport est ensevelie sous une avalanche. Elle est retrouvée au bout d'une heure et demie par les secours, et tombe dans le coma en raison d'un manque d'oxygène ayant causé des lésions cérébrales. Elle meurt 3 jours plus tard à l'hôpital.
Trois phases de test ont eu lieu : une phase alpha fermée du 7 au 11 octobre 2016, une phase bêta fermée du 10 au 14 novembre 2016 et une phase bêta ouverte du 18 au 22 novembre 2016. Le jeu est ensuite sorti le 2 décembre sur Xbox One, PlayStation 4 et Microsoft Windows.
Le jeu aurai couté plus de 50 millions de dollars australien.
Inspiration de Journey et Tom Clancy's Ghost Recon Wildlands.

## Commercialisation

### Marketing et sorties
Steep est présenté pour la première fois lors de la conférence Ubisoft à l’E3 2016,. Le titre surprend la presse et le public par son orientation atypique : un jeu de sports extrêmes en monde ouvert situé dans les Alpes, porté sur l’exploration et le multijoueur en ligne. Wired souligne que cette annonce se distingue de l’offre habituelle d’Ubisoft, davantage axée sur des licences établies. TF1 décrit pour sa part Steep comme une « balade en montagne inattendue » et met en avant la volonté d’Ubisoft Annecy de créer une expérience immersive s’inspirant des sports pratiqués par les développeurs eux-mêmes,.
Ubisoft organise deux phases distinctes de bêta pour Steep à l’approche de sa sortie. La première, fermée, est réservée aux joueurs ayant préalablement soumis une inscription avant le 9 novembre 2016. Elle se déroule du 10 au 14 novembre et permet à un public limité de découvrir le jeu en avance. La seconde, ouverte à tous, se tient du 18 au 21 novembre sur PlayStation 4, Xbox One et PC, et offre un accès plus large aux contenus disponibles à cette étape du développement,. Pendant ces phases bêta, les joueurs explorent trois des sept zones prévues pour le jeu final, les massifs des Aravis, du Tyrol, et le secteur des Needles et participent à de nombreux défis ainsi qu’à neuf "Mountain Stories",. En complétant les mini-quêtes narrées, le joueur peut débloquer des équipements pour personnaliser son avatar,.
Le jeu sort mondialement le 2 décembre 2016 sur PlayStation 4, Xbox One et PC. Ubisoft accompagne ce lancement d’une première mise à jour gratuite qui introduit une nouvelle carte située en Alaska, prolongeant l’intérêt du titre juste après sa sortie. Par la suite, l’éditeur construit sa stratégie marketing autour de contenus additionnels payants liés à de grands événements sportifs : en décembre 2017, Road to the Olympics mise sur l’attrait des Jeux olympiques d’hiver de PyeongChang, et en 2018, The X Games Pass exploite l’image freestyle et spectaculaire des Winter X Games. Ubisoft regroupe aussi ces contenus dans des éditions spéciales comme la Winter Games Edition, proposée à prix réduit pour séduire un nouveau public,,.
Ubisoft s’appuie également sur des partenariats avec des marques reconnues du milieu des sports extrêmes , telles que Red Bull, GoPro, The North Face ou Salomon, pour renforcer le réalisme et l’authenticité du jeu, en intégrant du matériel et des perspectives visuelles inspirées du monde réel,.
Enfin, la campagne de communication insiste sur les fonctionnalités de partage et de création. Le mode « Tracé » permet de revoir, éditer et publier ses descentes ou cascades en ligne, via la vue à la première personne nommé GoPro View mode, transformant chaque partie en potentiel contenu promotionnel généré par les joueurs. Cette mécanique alimente la visibilité du titre bien au-delà de sa sortie initiale, grâce aux vidéos circulant sur les réseaux sociaux et à la pratique réellement courante des riders de se filmer,.

### Contenu téléchargeable
Du contenu téléchargeable a été annoncé par Ubisoft :
- Le pack Winterfest (1er DLC) : Comprenant un nouveau sport, la luge d'hiver ainsi que de nouveaux défis et costumes ;
- Le pack Extrême (2e DLC) : Comprenant trois nouveaux sports, le rocket wings, le base jump et le speed riding. De nouveaux défis viendront également s'y ajouter.
- Steep: Rocket Wings

Lors d'une diffusion en live de l'équipe Steep d'Ubisoft Annecy, le 27 janvier 2017, la date de sortie du nouveau massif a été annoncé, l'Alaska sera donc disponible le 10 février.
Un Season Pass est vendu dans la version Gold Edition du jeu. Il comprend les 1er et 2e DLC, avec en plus le pack Adrénaline qui contient encore plus de défis et d'éléments de personnalisation, 10 000 crédits supplémentaires ainsi qu'un costume de bonhomme de neige (ce dernier est uniquement disponible en ayant pré-commandé le jeu).

### Extension

#### Steep: Road to the Olympics et Steep: Winter Games Edition

Logo des JO d'hiver de 2018

L'extension Steep: Road to the Olympics  est le troisième DLC lancée le 5 décembre 2017 pour ceux possédant déjà le jeu. Steep : Winter Games Edition constitue une édition enrichie de Steep, incluant le jeu original ainsi que l’extension officielle Steep: Road to the Olympics, sous licence des Jeux olympiques d’hiver de PyeongChang 2018,.
Cette édition conjugue exploration, compétitions officielles et immersion dans l’univers des sports d’hiver olympiques. Cette édition permet d’explorer de vastes mondes ouverts, les Alpes, l’Alaska, ainsi que les massifs emblématiques du Japon et de la Corée du Sud,, tout en offrant une progression narrative dans laquelle le joueur s’entraîne, participe à des qualifications et vise à devenir un athlète olympique dans une série d’épreuves telles le slalom et ces variable Géant & Géant Parallèle, course de cross, Half-Pipe, slopestyle, Big air, descente et enfin, le Super G,.  
À sa sortie, il est proposé au prix public conseillé d’environ 29,99 € et reçoit un accueil critique globalement positif, salué pour la variété des épreuves et la fidélité de la représentation des disciplines olympiques, bien que certains critiques notent une absence de nouveautés majeures en dehors du contenu lié aux Jeux.

#### Steep: The X Games Pass

Logo des X Games d'hiver

Steep: The X Games Pass est un contenu téléchargeable publié par Ubisoft le 30 octobre 2018,. Cette extension regroupe plusieurs ajouts, dont une compétition inspirée des Winter X Games qui se déroule en Alaska et met en avant des épreuves de freestyle en ski et en snowboard, telles que le slopestyle, le Big Air et le SuperPipe. Le pass introduit également un DLC thématique autour des années 1990 (sortie plus tard le 27 novembre 2018,), proposant des tenues rétro, des figures emblématiques et une ambiance musicale spécifique, ainsi qu’un DLC centré sur le wingsuit propulsé (sortie plus tard le 8 janvier 2019), offrant de nouveaux défis de vitesse et de précision dans les Alpes et en Alaska,,. Commercialisé à un prix de 14,99 €, sans le jeu de base, il est aussi intégré dans une édition "Gold" qui regroupe le jeu de base, le Season Pass et l’ensemble des extensions, à un prix de 39,99€,,.
L’accueil critique met en avant l’orientation plus spectaculaire et extrême de cette extension, perçue comme un complément freestyle à Road to the Olympics, davantage tourné vers la compétition officielle,. Certains observateurs soulignent toutefois la brièveté du contenu et regrettent l’absence de nouvelle carte dédiée, malgré l’intérêt des épreuves proposées,.

## Musique
Steep adopte une approche sonore immersive, mêlant musique originale, playlist sous licence, et ambiances acoustiques réalistes pour créer une atmosphère montagnarde authentique,. Celle-ci s'adapte en fonction de l'activité et du rythme du joueur. 
La bande originale du jeu est confiée au collectif post-rock haut-savoyard Zikali,, qui compose une partition instrumentale combinant percussions, basses, guitares, synthétiseurs, instruments à cordes et cuivres, ainsi que des sonorités originales comme le hang drum ou le duduk,. L’ensemble invoque une dimension émotionnelle forte, entre énergie du ride et paysages majestueux . L’album original comporte 19 morceaux et une durée totale d’environ 1 heure 12 minutes. L’extension Road to the Olympics propose en complément quatre compositions inspirées des massifs du Japon et de la Corée, toujours par Zikali. En complément de la bande originale, le jeu intègre également une sélection de morceaux sous licence, issus d’artistes variés déjà présents sur le marché musical.
Au-delà de la musique, le jeu incorpore une conception sonore soignée : bruit du vent, crissement de la neige, impact des chutes, qui renforcent la sensation de réalisme. Plusieurs critiques soulignent la qualité immersive de cette ambiance sonore,,,.

## Accueil

### Critique
Selon Metacritic, Steep reçoit des critiques « mitigées ou moyennes ». Les critiques saluent généralement l’immensité du monde ouvert et les activités proposées, mais relèvent également un manque de direction et d’ampleur globale, ainsi que l’obligation d’une connexion permanente à Internet,,. En février 2019, Ubisoft annonce que Steep a été joué par dix millions de joueurs individuels.
Matthew Kato, de Game Informer, attribue au jeu une critique positive. Initialement sceptique quant à la capacité d’un titre centré sur les sports extrêmes et un vaste monde ouvert à captiver les joueurs, il estime que Steep séduit par son univers, son gameplay et son atmosphère. Il juge « admirable » le nombre de défis et l’ampleur du monde ouvert, et apprécie particulièrement la manière dont l’environnement est conçu pour s’adapter à chaque discipline, rendant son exploration « à la fois époustouflante et exigeante ». Il note toutefois que le système de figures privilégie l’accessibilité et ne procure pas la même sensation que la série Tony Hawk’s. TJ Hafer, d’IGN, émet un avis positif pour des raisons similaires, qualifiant le monde de Steep de « l’un des mondes ouverts les plus diversifiés et visuellement intéressants » du jeu vidéo. Il décrit la physique comme « satisfaisante », équilibrant réalisme et approche arcade. Contrairement à d’autres critiques, il considère que le concept ouvert fonctionne bien. Il salue la qualité des commandes, « intenses, engageantes, et parfois […] frénétiques », et qualifie le monde ouvert de « magnifique » et « d’une taille tout simplement impressionnante », avec des environnements « grandioses et attrayants ».
Ray Castillo, d’EGM, attribue au jeu une note moyenne et se montre plus critique. Il félicite Ubisoft Annecy pour les graphismes et la conception du monde, affirmant que « le jeu est superbe, et chaque versant de montagne a son caractère ». Il apprécie la richesse des options de personnalisation des personnages, mais critique la carte et la structure des objectifs, qu’il juge confuses. Selon lui, la carte s’ouvre trop tôt et ne guide pas le joueur vers un objectif final par une progression continue. Il qualifie d’« impardonnable » la nécessité d’une connexion Internet permanente. Il conclut que, malgré « beaucoup de bonnes idées à la base », le jeu est « plus frustrant qu’amusant ». Hafer considère également que le parapente est la discipline la moins divertissante parmi les quatre styles de jeu initiaux, tout en étant obligatoire pour terminer le jeu. Il regrette enfin l’absence de progression des statistiques des personnages, fonctionnalité présente dans la plupart des jeux classiques de sports extrêmes.
Le jeu arrive tout de même à cumuler 10 millions de joueurs à travers le monde  un peu plus de 2 ans après sa sortie.

## Suite

Logo du jeu Riders Republic.